# La Famille en Europe
 (juin 2017).
Si vous disposez d'ouvrages ou d'articles de référence ou si vous connaissez des sites web de qualité traitant du thème abordé ici, merci de compléter l'article en donnant les références utiles à sa vérifiabilité et en les liant à la section « Notes et références ».
La Famille en Europe (The European Family: An Historico-anthropological Essay) est un ouvrage de Jack Goody publié en 2001 aux éditions du Seuil. Selon l'auteur, la famille nucléaire n'est pas une création de l'Europe moderne. Elle est plutôt l'héritage du christianisme basé sur le modèle antique de la famille étendue, qui avait cours en Eurasie. Son historique nous conduit du XIIe au XXe siècle.